# Kerecsényi László
Báró kányaföldi Kerecsényi László (neve helyenként Kerechényi vagy Kerecheny változatban is előfordul) (Zala vármegye, 1526 előtt – Nándorfehérvár, 1567.) nagybirtokos nemes, Somogy, majd Békés vármegye főispánja, Szigetvár és Gyula várának kapitánya.

## Élete

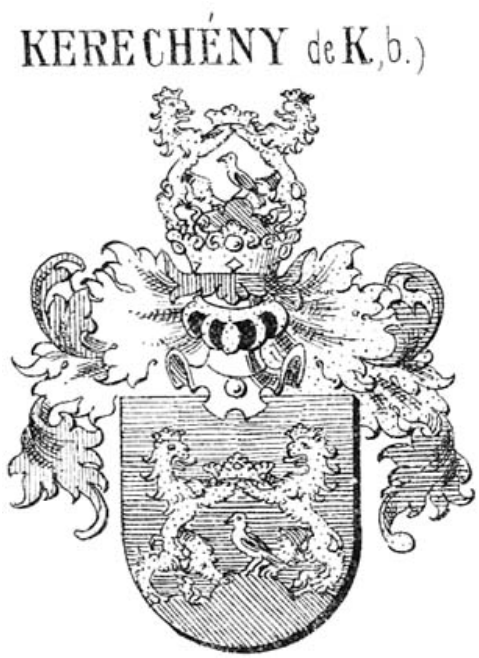
Báró Kerecsényi László címere

Régi zalai nemesi családba született a XVI. század elején, amely a Gyovád nemzetségből származik. Pontos születési ideje nem ismert, életrajzírói 1526 előtti dátumot valószínűsítenek, Németh Csaba történész 1510-es évek végére teszi Kerecsényi születését. Apja kányaföldi Kerecheny Pál (fl. 1522–1536), szlavóniai vice-bán, körösi főispán, földbirtokos, anyja cirkvenai Mikecz Dorottya (fl. 1534). Az apai nagyszülei kányaföldi Kerecheny György, Zala vármegye követe, esztergomi érseki kincstárnok, földbirtokos és laki Kaczor Zsuzsanna (fl. 1519–1536) voltak. Nagynénje kányaföldi Kerecheny Katalin (fl. 1538–1547), akinek a férje háshágyi Háshágyi Dénes (fl. 1483–1536), nagykanizsai várnagy, Zala vármegye országgyűlési követe, földbirtokos. Elsőfokú unokatestvére Háshágyi Imre (fl. 1536–1577), Zala vármegye alispánja, földbirtokos. Fivére Kerecsényi Mihály (fl. 1543–1560) alnádor, földbirtokos.
Zalán kívül a Kerecsényi családnak Zágrábban is voltak birtokai, így a törökök elleni harcban személyesen is érdekelt volt. 1552-től Somogy vármegye főispáni székében találjuk, és ezzel párhuzamosan Szigetvár várának kapitánya is volt. A várat jelentősen megerősíttette és kibővíttette, és e büszkeségének egyik levelében hangot is adott: „Amikor őfelsége pallérja meglátja az én bástyáimat... nem kell szégyenkezni.” 1555 végén azonban lemondott várkapitányságáról és egyúttal főispánságáról is.
1557-ben apja halála után testvéreivel, Andrással, Jánossal és Mátyással a birtokon osztozkodtak, amikor a törökök szlavóniai betörésének híre érkezett. Ekkor Kerecsényi Kőrösbe, Cirkvena várához, atyai részbirtokainak közelébe ment Lenkovics János zelinai császári véghely-kapitánnyal és Alapy Jánossal együtt, majd augusztus 19-én Szentilona mellett megtámadták és szétverték Ferhád pasa ötezer fős seregét. Ezért Ferdinánd király 1559-ben Kerecsényit az ország egyik zászlósurának tette meg. 1559. május 30-án bárói címet szerzett adományban Ferdinánd magyar királytól. 1560-ban Gyulára küldte a vár kapitányául és főispánul a csak ideiglenesen kinevezett törteli Kun Balázs helyére.
Kerecsényi előre kijelentette, hogy a várost nem szándékozza sokáig védeni egy esetleges török támadás esetén, de ez a várra magára nem vonatkozott. Aztán megérkezett Békésbe, de amikor meglátta a gyulai várat, az olyan rossz állapotban volt, hogy még annak lebontása is megfordult a fejében. Ezt írta 1561. március 21-én Nádasdy Tamás nádornak: „Oly pusztába szállottam, mintha mezőn volnék. Ha tisztán mezőn volnék, és népem volna, inkább bízhatnék hozzá. Ezt oly igen nehéz megépíteni, hogy könnyebb volna akárhol a mezőben új várat csináltatni. Az árkát be kellene tölteni és eléje húzni falat és más árkot ásni, de ezt számtalan munkával lehet csak... Az Úristen látja, hogy hozzákezdeni is rettenetes.”
Talán a vár rossz állapota is oka lehetett annak, hogy a korábbi kapitányt, régi ellenségét, hevesi és somi Bornemisza Benedeket hűtlen kezelés címén feljelentette. Bornemiszát egyébként be is idézték Bécsbe, de oda már nem jutott el, hiszen hosszú betegség után 1561-ben meghalt. Még ugyanebben az évben Kerecsényi a hűtlenségbe esett Telegdy Mihály birtokainak jelentős részét kapta meg Nádasdy nádortól. Feltett szándéka volt korábbi várához hasonlóan Gyulát is megerősíteni. Aztán az egész Nagykunságot arra kötelezte, hogy ezen túl neki adózzanak, annak ellenére is, hogy a terület az egri püspök alá tartozott. Ekkor Verancsics Antal egri püspök Ferdinánd királyhoz fordult jogorvoslatért, de a király katonai okokra hivatkozva Kerecsényinek adott igazat. A lakosság sarcolását egyébként olyan mértékben túlzásba vitte a főispán, hogy már 1560-ban meg tudta venni a morvaországi Nikolsburg várát, ahol később Judit lánya élt.
1562-ben meghívta Paolo Mirandola itáliai hadmérnököt, hogy Gyula várát megerősítse. Azonban nem tudta a mérnököt rendesen fizetni, így az a tervek befejezése és a kezdeti munkálatok után távozott. A vár felújítása ennek ellenére nem maradt el teljesen, Kerecsényi és emberei véghez vitték részben a feladatot a mérnök nélkül is. Volt olyan időszak is, hogy egyszerre háromezren dolgoztak, igaz a munkálatok így is csak nem sokkal az ostrom előtt fejeződtek be.
Az 1566. februári országgyűlésen Zrínyi Miklóssal együtt szólaltak fel a végvárak megerősítésének érdekében, de ekkor már késő volt, hiszen a török seregek már úton voltak Szigetvár és Gyula felé is. Szulejmán szultán a Szigetvár felé induló sereget személyesen vezette, míg Gyula ellen Pertev pasát küldte el. Pertev július 1-jén érkezett Gyula alá, ahol Kerecsényi mindössze 2000 magyar és 600 német katonával (bár a források eltérő számokat adnak meg) kényszerült a várat védeni. Ezzel a török sereg nagyjából 15-szörös túlerőben volt. A várkapitány még az ostrom kezdete előtt kirohant a várból lovasaival és rátámadott a törökökre, így a meglepetés erejének köszönhetően a maréknyi lovas sokat megölt az ellenség közül.
Kerecsényi Pertev pasa felszólítását, miszerint adja át a várat, visszautasította. Hasonló felszólítást egyébként János Zsigmondtól is kapott, de azt ugyanígy megtagadta. Két hónapig tartották a várat, ezután Kerecsényi 8 napos fegyverszünetet kért. Ez idő alatt jutott arra az elhatározásra, hogy feladja várát. Így augusztus 30-án meg is egyezett Pertevvel, aki biztosította a védők szabad elvonulását fegyvereikkel együtt, de az ágyúkat nem vihették magukkal. Kerecsényi és a védők harmadnap ki is vonultak a várból az ágyúkat hátrahagyva a megállapodás szerint, de Pertev rájuk támadott, és többségüket megölték vagy fogságba hurcolták. Ezen a túlélő Kerecsényi annyira felháborodott, hogy egyenesen a pasa sátrába viharzott, hogy kérdőre vonja. Ez azonban balul sült el, hiszen láncra verték és előbb a szigetvári török táborba, majd Nándorfehérvárra vitték, ahol kegyetlenül megkínozták és néhány hónapnyi rabság és kiszabadításának eredménytelen kísérletei után végül kivégezték.

### Házassága és leszármazottjai

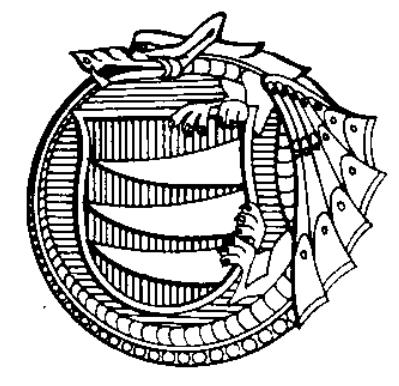
Az Ecsedi Báthori család címere

Feleségül vette Pekry Lajos özvegyét, Báthory Erzsébetet (1528–1562), Báthory István erdélyi vajda és mezőtelegdi Telegdi Katalin (1492–1547) leányát, így sógorságba került Báthory Kristóf erdélyi fejedelemmel és Báthory István lengyel királlyal is. A házasságból két gyermekről lehet tudni, mindkettejük szerencsétlenül járt a házasodás tekintetében:
- Kerecsényi László, menyasszonya báró Harrach Lénárd leánya volt, de az ifjabbik László az esküvő előtti napon meghalt.
- Kerecsényi Judit, vőlegénye Frangepán Ferenc volt, de Frangepán a menyegző előtt lelte halálát, de a leány végül kétszer is férjhez ment, előbb Hagymássy Kristófhoz, majd Dobó István egri várvédő fiához, Ferenchez.

Egy Benedek Elek által is megírt monda szerint Kerecsényinek volt egy Kristóf nevű fia is, aki apjához hasonlóan nagyon ügyes volt a nyíllövészetben.

## Emlékezete
Szigetváron és Gyulán egy-egy utca, 2006 óta pedig egy gyulai íjászegyesület viseli nevét.
2013-ban került színpadra Zalán Tibor: A fáklya kialszik című darabja Csiszár Imre rendezésében, ami az 1566-os ostrom és Kerecsényi életének állít emléket. Kerecsényi alakját Mihályfi Balázs játszotta.
2016-ban a gyulai vár oldalában a végzetes ostrom 450 éves évfordulója alkalmából emléktáblát avattak Kerecsényi tiszteletére. A dombormű Kiss László szobrászművész alkotása.